# Vasilij Sidorenko
För andra betydelser, se Vasilij Sidorenko (olika betydelser).
Vasilij Viktorovitj Sidorenko (ryska: Василий Викторович Сидоренко), född den 1 maj 1961 i Volgograd, Ryska SFSR, Sovjetunionen, är en rysk före detta friidrottare som tävlar i släggkastning.
Sidorenko var i final vid VM 1993 där han slutade femma efter ett kast på 78,86. Året efter vann han guld vid EM i Helsingfors. 
Efter att ha missat finalen vid VM i Göteborg var han i final vid Olympiska sommarspelen 1996 där han slutade tolva. Hans främsta resultat kom när han blev bronsmedaljör vid VM 1997 i Aten efter ett kast på 80,76 meter. 
Hans sista stora mästerskap var Olympiska sommarspelen 2000 där han inte tog sig vidare från försöken.

## Personliga rekord
- Släggkastning - 82,54